# Filiaal
De term filiaal (uit het Latijn: filia, 'dochter') wordt doorgaans gebezigd voor een nevenvestiging, bijkantoor of dochteronderneming. Het is dus een zaak of onderneming waarbij de eigenaar zelf niet de hoofdvestiging ter plekke heeft. Vele grote winkelketens hebben aldus filialen in diverse plaatsen, die opereren onder het merk van de hoofdvestiging of van het overkoepelende concern.
In elk filiaal is een filiaalhouder of filiaalchef verantwoordelijk voor het reilen en zeilen van het bedrijf ter plekke. De filiaalchef legt verantwoording af aan de hoofdonderneming over de bedrijfsvoering en omzet. Dit in tegenstelling tot een franchise, waarbij de franchisenemer eindverantwoordelijke is voor de eigen winst en verlies.
V&D en Hema zijn typische voorbeelden van Nederlandse bedrijven met een filiaalstructuur. Deze structuur helpt het moederbedrijf om veel invloed te krijgen op de dagelijkse gang van zaken binnen de formule. En filiaalstructuur laat ook toe om actief te zijn in een markt waarin de marges te dun worden om nog met franchisenemers te werken.